# Quart de to
Un quart de to és una interval musical consistent en una quarta part d'un to, o en la meitat d'un semitò, és a dir, la meitat de l'interval més petit que utilitza la música occidental. És, per tant, un tipus d'interval que no es troba ni s'utilitza en la música occidental i sí, en canvi, en la música tradicional d'alguns indrets, com per exemple la música àrab.